# Metabemisia filicis
Metabemisia filicis es un hemíptero de la familia Aleyrodidae, con una subfamilia: Aleyrodinae.
Fue descrita científicamente por primera vez por Mound en 1967.